# Ethan Hawke
Ethan Green Hawke, ameriški igralec, pisatelj in režiser, * 6. november 1970, Austin, Teksas, ZDA
Green je ameriški igralec, pisatelj in režiser. Nominiran je bil za štiri oskarje, dva zlata globusa in nagrado Tony. Hawke je režiral tri celovečerne filme, tri off-Broadway igre in dokumentarni film. Napisal je tudi tri romane in en grafični roman. Leta 1985 je debitiral z znanstvenofantastičnim celovečercem Raziskovalci, preden se je leta 1989 pojavil v drami Dead Poets Society, kjer je postal slaven. Nastopal je v različnih filmih, preden je leta 1994 prevzel vlogo v drami Generation X Reality Bites, za katero je prejel veliko pohval kritikov. Hawke je skupaj z Julie Delpy igral v trilogiji Richarda Linklaterja Pred: Pred sončnim vzhodom (1995), Pred sončnim zahodom (2004) in Pred polnočjo (2013), zadnja dva filma je napisal v sodelovanju z Delpy in Linklaterjem. Nedavno je igral v grozljivkah Scotta Derricksona, Sinister (2012) in The Black Phone (2021).